# マーシャル・クルイロフ (ミサイル追跡艦)
マーシャル・クルイロフ（ロシア語: ≪Маршал Крылов≫、ラテン文字表記：Marshal Krylov）はソビエト連邦（ソ連）・ロシア連邦のミサイル追跡艦で、マーシャル・ネデリン級ミサイル追跡艦の2番艦。計画名は1914.1計画で、暗号名は「ザディアーク」（ロシア語：Зодиак、ラテン文字表記：Zodiak、「黄道帯」の意）。艦名の「マーシャル（ロシア語：Маршал、ラテン文字表記：Marshal）」は「元帥」の意味で、その名の通りソ連邦元帥であるニコライ・クルイロフの名前から艦名が採られた。艦内の資料室には、クルイロフの写真や文書などの遺品が展示されている。

## 建造
ソ連閣僚会議の命令により「マーシャル・クルイロフ」と命名された本艦は、1番艦「マーシャル・ネデリン」の改良型として、バルスドプロク中央設計局の主任設計士ドミトリー・ソコロフの指示の下で設計された。
1982年7月24日にアドミラルティ造船所で起工された。「マーシャル・クルイロフ」は1987年7月24日に進水し、進水式ではクルイロフの孫娘であるマリーナ・クリロヴァが艦の命名者となった。進水式で割られたシャンパンの瓶は、艦の護符として現在も艦内で展示されている。
1989年7月9日、「マーシャル・クルイロフ」は竣工し初代艦長にユーリ・ミハイロヴィチ・ピルニャック二等艦長、および測定施設長にアナトリー・グリゴリエビッチ・ポベレズニー三等艦長が就任した。1990年2月23日、「マーシャル・クルイロフ」は就役しソビエト海軍旗が掲揚された。

## 運用
「マーシャル・クルイコフ」は任地である沿海地方に向かったが、当時のソ連船舶が沿海地方に向かうのに用いていた北海航路ではなく、スエズ運河を通過して沿海地方に向かった。1990年7月9日、「マーシャル・クルイロフ」は定係港で閉鎖都市であるペトロパブロフスク・カムチャツキー50（現・ヴィリュチンスク）に到着し、クラシェニンニコフ湾に停泊した。太平洋艦隊では、北東軍集団の第114水域警備艦旅団に所属している。
1992年、「マーシャル・クルイコフ」はプレセツク宇宙基地から打ち上げられた民間宇宙飛行の試験機「スペースフライト・ヨーロッパ・アメリカ500」のカプセルを回収する任務にあたった。「マーシャル・クルイコフ」はシアトル沖300㎞の太平洋上でシーステート7の荒天下に待機の上、カプセルを回収してシアトルに搬送した。この時の航行は、本級に外国人が乗り込んだ唯一の航海である。
その後、ソ連時代には、シビール型ミサイル追跡艦をはじめ、「マーシャル・ネデリン」と「マーシャル・クルイロフ」を合わせて8 隻のミサイル追跡艦を有したが、1990年に姉妹艦の「マーシャル・ネデリン」が事実上の退役状態となり（1998年に退役）、1991年から1994年にかけてシビール型ミサイル追跡艦が全て退役して以降、「マーシャル・クルイロフ」はロシア海軍唯一のミサイル追跡艦である。また、民間の衛星追跡船も退役した2006年以降は、ロケットや人工衛星、宇宙船を観測できるロシアで唯一の船舶となった。
2004年、「マーシャル・クルイコフ」は、RT-2PM（SS-25）の最大射程発射実験に参加し、弾頭の監視測定に従事した。
2010年4月24日、サンクトペテルブルクの記念艦「アヴローラ」で、「マーシャル・クルイコフ」就役20 周年を祝う式典が開催された。式典には退役軍人や造船業者、遠征航海の最初の乗組員が参加し、退役軍人会を代表して、「ミサイル追跡艦クルイコフ20 周年メダル」が艦長に授与された。
2011年8月27日には、ボレイ型原子力潜水艦「ユーリイ・ドルゴルーキイ」から発射されたR-30（SS-N-30）の所定地点への弾着を監視した。
2012年10月、「マーシャル・クルイコフ」はウラジオストクのダルザヴォート造船所で入渠の修理を完了し、太平洋艦隊の原子力潜水艦によるICBMの発射と、ロシア北東部でのミサイル艇による発射演習に関する測定を実施して、11月1日に母港に戻った。この2 週間の航海は、太平洋で約2,000 哩に及んだ。
2013年、「マーシャル・クルイロフ」の乗組員は戦勝記念日 (5月9日)、太平洋艦隊創立282周年、ゲンナジー・ネヴェリスコイ提督生誕200周年の記念イベントに合わせて艦内を公開した。艦長である一等艦長イゴール・シャリーナは、招待客を艦内を案内して、測定・通信設備の修復計画を発表した。

### 修理と近代化

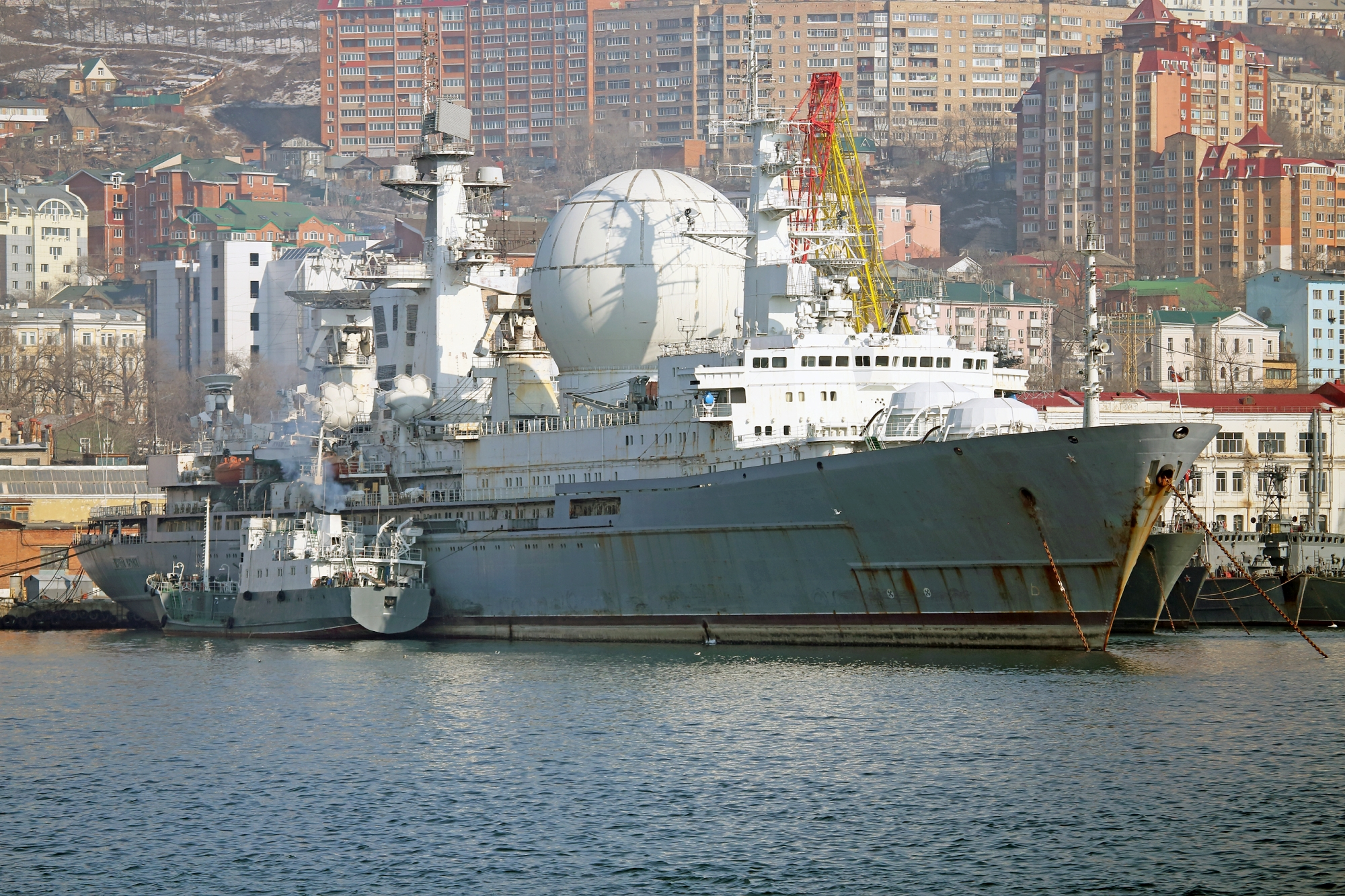
改装中の「マーシャル・クルイロフ」（2015年2月15日）

2014年10月8日、「マーシャル・クルイロフ」は修復と近代化改装のためにヴィリュチンスクを出港し、10月17日にはダルザヴォート造船所に到着した。入渠して改修作業が行われ、推進機構や機器の再装備を行い、耐用年数の延長と集中利用の機能強化を図った。特に、宇宙船の追跡や測定、通信のための機器を更新して、新たに設置されたボストチヌイ宇宙基地の機能を利用できることが期待された。 この間、2015年2月23日には、「マーシャル・クルイロフ」就役25周年を祝って、国際宇宙ステーションに滞在中のロシア人クルーがメッセージを寄せた。2016年6月には、レドームを取り外しての通信設備の交換が行われた。上構も灰色に再塗装された「マーシャル・クルイロフ」は、2018年の秋に修理と近代化が完了し再就役した。
2019年8月24 – 25日には、宗谷岬西方約130kmで6隻の軍艦を伴い航行しているのを海上自衛隊が確認した。2020年9月14日には、宗谷岬東北東約160kmで太平洋艦隊旗艦のスラヴァ級巡洋艦「ヴァリャーク」など5隻と艦隊を編成して西航するのを、海上自衛隊のはやぶさ型ミサイル艇「くまたか」が確認した。2021年7月4日、沖縄本島南東沖約150kmを「ヴァリャーク」、ウダロイ級駆逐艦「マーシャル・シャポシニコフ」「アドミラル・パンテレーエフ」、ステレグシュチイ級フリゲート3隻と共に北進するのを海上自衛隊が確認した。7隻は7月6日に対馬海峡を北東に向かい通過し、海上自衛隊の第5航空群のP-3C哨戒機と第1航空群のP-1哨戒機、すがしま型掃海艇「ししじま」、ひらしま型掃海艇「ひらしま」、はやぶさ型ミサイル艇「しらたか」が接触して情報収集と監視を行った。

### 中国海軍との演習航海
2021年10月18日、「マーシャル・クルイロフ」は奥尻島南西約110kmをウダロイ級駆逐艦「アドミラル・トリブツ」「アドミラル・パンテレーエフ」、ステレグシュチイ級フリゲート「グロームキー」「アルダー・ツィデンジャポフ」に加え、中国人民解放軍海軍の南昌級駆逐艦「南昌」と昆明級駆逐艦「昆明」、江凱II型フリゲート「浜州」「柳州」、福池型補給艦「東平湖」と共に東へ航行し、津軽海峡を経て太平洋に向かうのを海上自衛隊のP-3C哨戒機とすがしま型掃海艇「あおしま」「いずしま」が確認した。この航海で「マーシャル・クルイロフ」は、津軽海峡を初めて中国人民解放軍海軍の艦船と通過した、ロシア海軍の軍艦の1隻となった。これらの艦隊は、10月21日に尻屋崎沖40kmで南東に航行した後、10月20日には犬吠埼沖約130kmを南に向かって航行した後に、10月21日に伊豆諸島の須美寿島と鳥島の間を通過して西航したのが確認され、艦載ヘリコプターの離着陸を伴う演習を行ったことが確認された。海上自衛隊は第2航空群のP-3C哨戒機をはじめ、あさぎり型護衛艦「ゆうぎり」、たかなみ型護衛艦「たかなみ」、「いずしま」が接触して監視と情報収集を行った。艦隊はその後も2列縦隊で航行を続け、10月22日には足摺岬沖180kmを通過して大隅海峡を西に航行し、10月23日には男女群島南南東約130kmで艦載ヘリコプターを離着陸させる訓練を行った。海上自衛隊からは第1航空群のP-1哨戒機と「やまぎり」に加え、あぶくま型護衛艦「とね」が接触して監視と情報収集を行った。艦隊はその後、中露別々に行動をとり、「マーシャル・クルイロフ」を含むロシア艦隊は10月23日夜に対馬海峡を北東に航行するのを、第1・4航空群のP-1哨戒機と「とね」、はやぶさ型ミサイル艇「おおたか」が確認した。

### ウクライナ侵攻に伴う行動
2022年2月1日、23隻の艦艇と艦隊を組み、オホーツク海南部から日本海を航行するのを海上自衛隊が発見し、P-3C哨戒機とあさひ型護衛艦「しらぬい」が接触して情報収集を行った。
ウクライナ侵攻勃発後の3月14日、「マーシャル・シャポシニコフ」とキロ型潜水艦3隻、ゴーリン級航洋曳船と共に宗谷岬の南東約130kmを西に向かうのを海上自衛隊が発見し、たかなみ型護衛艦「まきなみ」が接触・監視を行った。ウクライナ侵攻に呼応してオホーツク海で行われた演習に参加したとみられ、日本政府は3月15日、重大な懸念を持って注視していることを申し入れたことを松野博一官房長官が発表した。6月9日には、「マーシャル・シャポシニコフ」とグレミャーシュチイ級フリゲート「グレミャシュチイ」、ステレグシュチイ級フリゲート3隻と艦隊を組んで、根室岬の南東沖約170kmの太平洋を南へ向かうのを海上自衛隊が発見した。艦隊は6月15日に襟裳岬沖を南へ向かい、犬吠埼沖で進路を西に変え、須美寿島と鳥島の間を通過。6月19日に沖縄本島と宮古島の間を通過して東シナ海に入り、6月21日には対馬海峡を東に航行した。8月20日、この艦隊が宗谷岬沖を西に進むのを海上自衛隊が確認し、P-3C哨戒機と「くまたか」が接触して情報収集を行った。9月2日には、ステレグシュチイ級フリゲート「グレミャーシチイ」と共に礼文島沖から宗谷岬を東に向かうのを海上自衛隊が発見し、P-3C哨戒機と「ゆうだち」「くまたか」が接触して情報収集を行った。
2023年4月19日、「マーシャル・シャポシニコフ」「アドミラル・パンテレーエフ」などと計17隻の艦隊を構成して、宗谷海峡を西に向かうのを海上自衛隊が発見し、P-3C哨戒機と「わかたか」が接触して情報を収集した。9月1日には「ヴァリャーク」とステレグシュチイ級フリゲート「ソヴェルシェンヌイ」「グロームキー」と共に礼文島沖から宗谷海峡を東に向かうのを海上自衛隊が発見し、P-3C哨戒機と「くまたか」が接触して情報を収集した。